# African Boxing Union
Die African Boxing Union (ABU) ist der einzige mit dem WBC assoziierte Boxsportverband, der im Amateurboxen Meisterschaften organisiert. Er richtet die afrikanischen Meisterschaften aus.
Der derzeitige Präsident ist der Tunesier Houcine Houichi. Vizepräsidenten sind Peter Ngatane (Südafrika), Godwin Kanu (Nigeria) und Nelson Sap (Sambia). Generalsekretär ist Celestino Mindra (Uganda).